# (300215) 2006 WC180
(300215) 2006 WC180 es un asteroide perteneciente al cinturón de asteroides, región del sistema solar que se encuentra entre las órbitas de Marte y Júpiter, descubierto el 24 de noviembre de 2006 por el equipo del Mount Lemmon Survey desde el Observatorio del Monte Lemmon, Arizona, Estados Unidos.

## Designación y nombre
Designado provisionalmente como 2006 WC180. 

## Características orbitales
2006 WC180 está situado a una distancia media del Sol de 3,082 ua, pudiendo alejarse hasta 3,782 ua y acercarse hasta 2,381 ua. Su excentricidad es 0,227 y la inclinación orbital 5,923 grados. Emplea 1976,34 días en completar una órbita alrededor del Sol.

## Características físicas
La magnitud absoluta de 2006 WC180 es 16,3. 